# 絵巻物

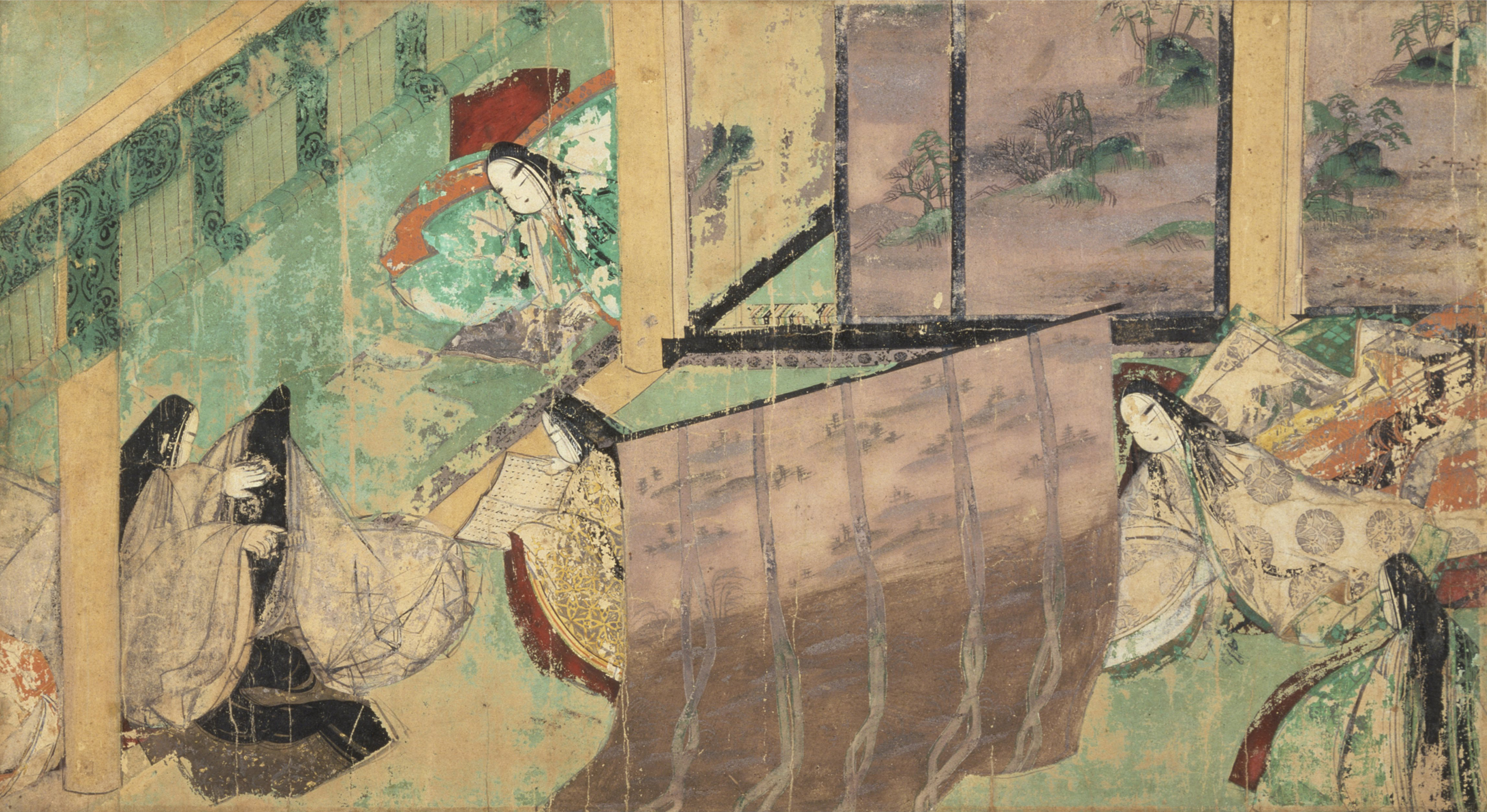
源氏物語絵巻、源氏物語 第50帖「東屋」 徳川美術館 蔵

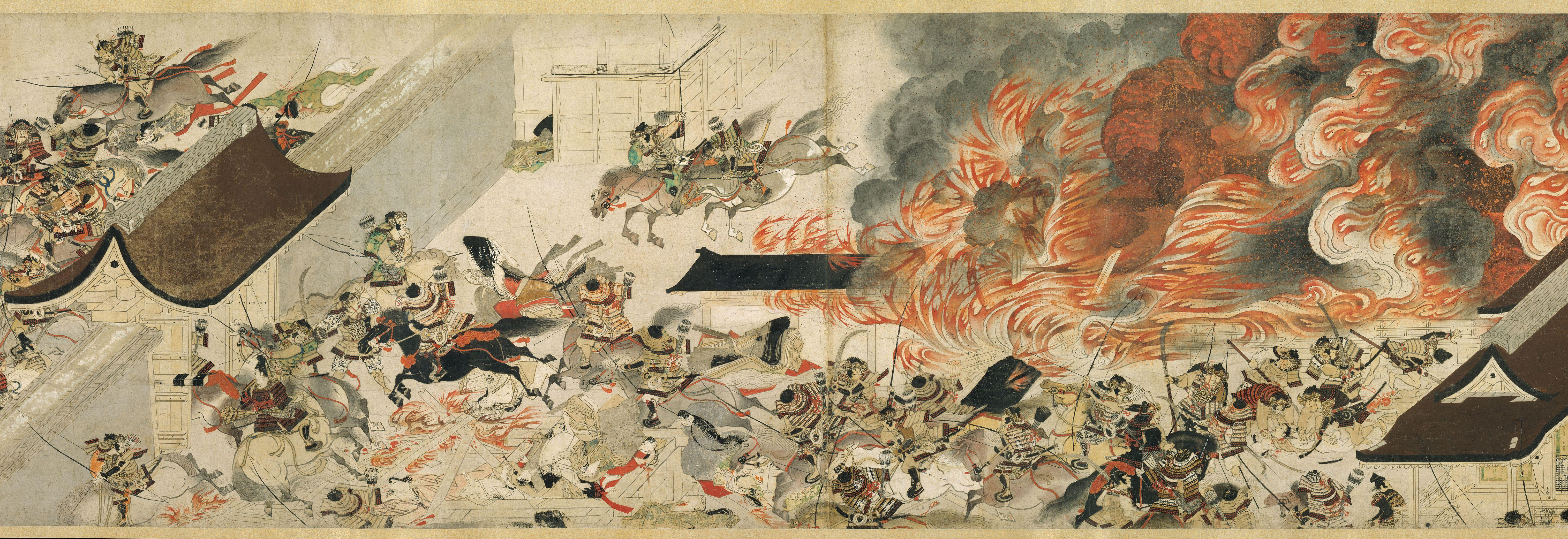
平治物語絵巻（三条殿夜討の巻）ボストン美術館 蔵

蒙古襲来絵詞　三の丸尚蔵館 蔵

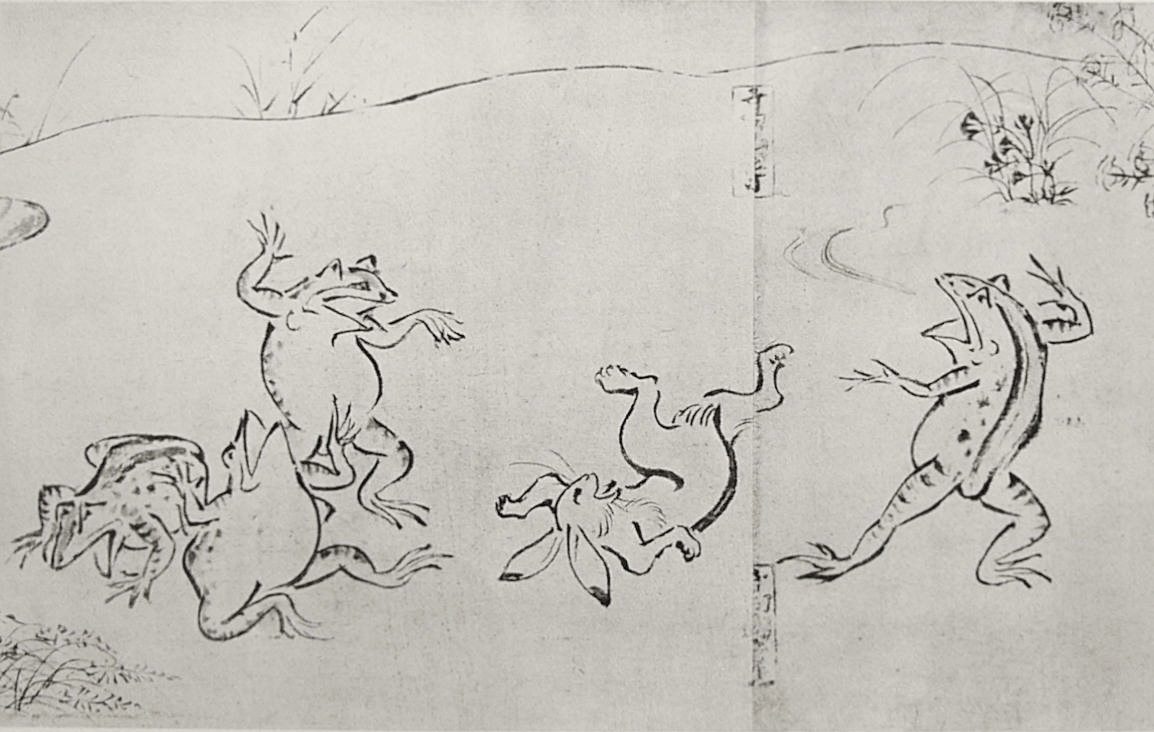
鳥獣人物戯画　高山寺 蔵（甲巻、兎と蛙の相撲の場面）

絵巻物（えまきもの）は、日本の絵画形式の1つで、紙もしくは絹を水平方向につないで、長大な画面を作り、情景や物語などを連続して表現したもの。「絵巻」とも言う。絵画とそれを説明する詞書が交互に現われるものが多いが、絵画のみのものもある。
現存する最古の絵巻物は、奈良時代に制作された『絵因果経』とされ、室町時代までは盛んに制作され、江戸時代や明治時代にも作例がある。

## 定義
紙・絹などを横方向につないで、水平方向に長大な面を作り、終端に巻き軸をつけ、収納時には軸を中心にして巻き収めることができるようにした装丁形式を「巻子装」（かんすそう）と言い、このような装丁で作られた書物、経典、絵画作品などを「巻子本」、より一般的には「巻物」という。巻子本は中国、朝鮮半島、日本などの東アジアにおいて盛んに作られた。
また、日本美術史用語における「絵巻物」とは、日本で制作された、やまと絵様式の作品を指すことが多い。中国で制作された巻物の絵画作品は「画巻」「図巻」等と呼ぶのが普通であり、日本人作品であっても、雪舟『山水長巻』（毛利博物館蔵）のような「唐画」作品については、「絵巻物」と呼ばれないのが普通である。

## 歴史
奈良時代に『絵因果経』と呼ばれる、絵解き経典が各所に伝わっている。これは、巻物の紙面の下半分には、釈迦の前世と成仏について述べた経典を写し、上半分には経典に対応する絵画を描いたものである。この絵画は、絵師によるとは考えがたい、素朴なものである。これを現存する絵巻の嚆矢とする。
平安時代になると、『枕草子』『伊勢物語』『源氏物語』『宇治拾遺物語』などの物語絵や、説話を題材とした絵巻が制作されるようになった。これらは、金箔・銀箔を裁断したや野毛（のげ。長さ1センチ以下、幅1ミリ程度）、砂子（すなご。砂のように細かくした金銀箔）を撒き、金泥・銀泥で花鳥などの下絵をあしらった料紙に、連綿体で書かれた詞書と、それに対する絵を、交互に配する独特の様式を生み出した。
『源氏物語』の「絵合（えあわせ）」の帖を参照すると、平安時代前期～中期にも多くの物語絵が制作されたことが分かるが、9世紀 - 11世紀までの絵巻物は一切残っていない。
「（平安期の）「四大絵巻」と称される、『源氏物語絵巻』『伴大納言絵巻』『信貴山縁起』『鳥獣人物戯画』は、いずれも平安時代末期、12世紀の作と考えられる。
鎌倉時代室町時代には、歌仙絵巻、戦記絵巻、そして寺社縁起や高僧の伝記絵巻などが多く制作された。
また室町期には、御伽草子絵巻の成立に代表される、新しい画題の成立や作品の平明化、といった新たな展開も見られる。
江戸時代にも、巻物形式の絵画は多く制作され、岩佐又兵衛諸作品が代表例である。また浮世絵師が武家・豪商・豪農らの注文により、豪華な春画絵巻を揮毫した。
明治時代に入っても、下村観山『大原御幸』（東京国立近代美術館蔵）のような絵巻がある。
2016年、著作者の清古尊により約40人で絵巻物を制作する動きが起こった。それは「世界一周チョキ絵巻」と名付けられ、現在はチョキサウルス協会が引き継いでいる。

## 名称
「絵巻」という語には、『源氏物語絵巻』『紫式部日記絵巻』のように、作品名に「○○絵巻」と付けて巻子装の作品であることを表す用法と、巻子形式の絵画を総称した概念として「絵巻」ないし「絵巻物」と呼ぶ場合とがある。ただし、これらの「絵巻」「絵巻物」の語は、近世になって使われだしたもので、中世以前の記録では単に「○○絵」と呼ばれている。
絵巻物の作品名称としては、「○○絵詞（えことば）」「○○草紙」「○○絵伝」等と称するものも多い（例としては『平治物語絵詞』『地獄草紙』『法然上人絵伝』など）。このうち、「絵詞」とは、「絵の詞」、つまり、ある特定の絵に対応する文章というのが本来の意味であることが指摘されており、「絵詞」よりは「絵巻」の方が作品名として適切であるとの説もある。たとえば、『伴大納言絵巻』は、1951年に国宝に指定された際の名称は『伴大納言絵詞』であったが、現所有者の出光美術館では『伴大納言絵巻』と呼んでいる。

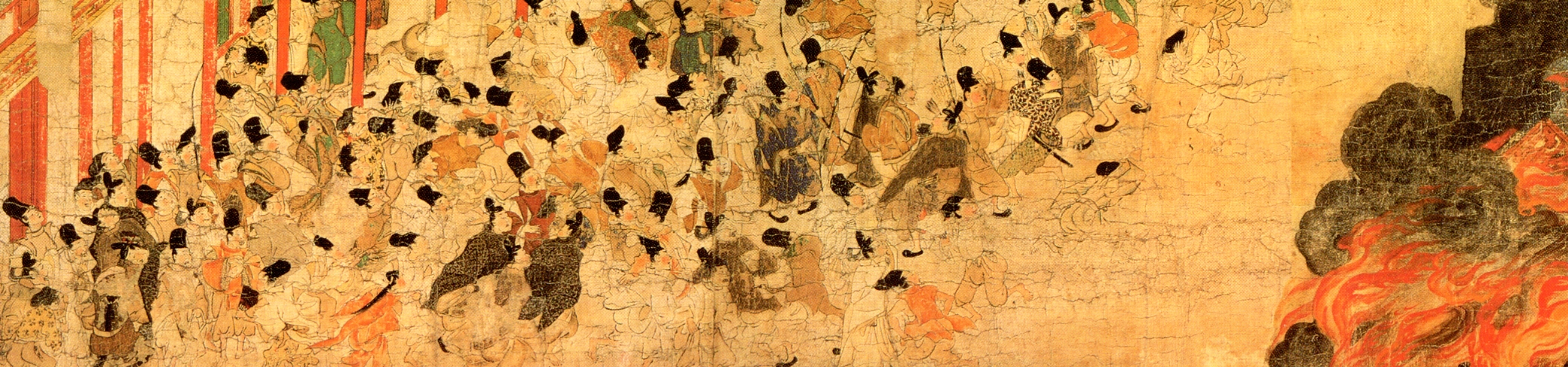
伴大納言絵巻　出光美術館 蔵（上巻、応天門炎上の場面）

## 形態
絵巻物は、前述のように紙や絹を横方向につないだ、長大な紙面に描かれたものである。1巻の中に「絵」と「詞」とが交互に現れる形式がもっとも多く、通常は「詞」が先に来て、その直後に、その「詞」に対応する｢絵｣が来る（例外もある）。ひと続きの絵、ひと続きの詞を数える単位を「段」といい、絵巻物の説明にたとえば「絵4段、詞4段」とあれば、その絵巻物は絵と詞とが交互に4回ずつ現れるものであることがわかる。なお、『鳥獣人物戯画』のように絵のみで詞のない絵巻もあり、『華厳宗祖師絵伝』のように、「詞」とは別に、画中人物のかたわらに「せりふ」を書き込んだものもある。
画面のサイズは天地が30cm前後のものが多いが、『北野天神縁起』（承久本）・『春日権現験記絵巻』（三の丸尚蔵館蔵）のように、天地が50cmを超える大作もある。また、室町時代のお伽草紙のように、天地15cmほどの小品もあり、これらは小絵（こえ）と呼ばれている。左右の長さ、すなわち巻物全体の長さについてはまちまちで、全長10メートル前後のものが多いが、『粉河寺縁起絵巻』のように1巻で20メートル近い長さのものもある。
巻数については、1巻のみで完結している作品と、数巻からなる作品とがある。1つの作品でもっとも巻数が多いのは京都・知恩院と奈良・當麻寺奥院の『法然上人絵伝』で、いずれも全48巻の大作である（「48」という数字は阿弥陀如来の「四十八願」にちなんだもの）。
なお、「○○絵巻」と呼ばれていても、額装や掛軸仕立てになっている作品もある。これには、元来巻物だったものを保存上の観点から1紙ずつはがしたもの、あるいは修復時に分割した一紙を紛失したものが、後から発見されてそれだけで額装にしたものと、分割して譲渡・売却するために、長い巻物を画面ごとに切断し、それぞれを軸装したものとがある。これを「断簡」と呼ぶ。
前者の典型的な例は『源氏物語絵巻』（五島美術館・徳川美術館ほか蔵）で、絵具剥落を防ぐため、及び取扱の簡便さから、絵、詞ともに1段ずつ分割して、額仕立てになっている。
後者、すなわち、譲渡のために分割された例として著名なものは『三十六歌仙絵巻』である。この作品は、元来は上下2巻に三十六歌仙（及び住吉明神）それぞれの肖像画を描き、略歴と代表歌を書いたものであった。これが売りに出された時、全巻一括で購入できる者がいなかったため、1919年（大正8年）、益田鈍翁の提案により、歌仙1名ごとに切り離し、37名の数寄者に売却されたものである。

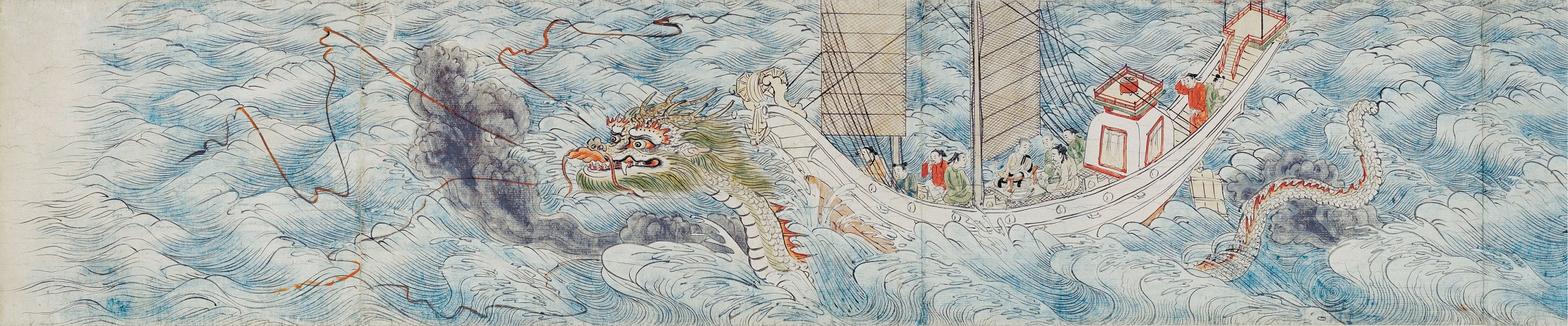
華厳宗祖師絵伝　高山寺 蔵（第二巻、竜に化した善妙が義湘の船を護る）

## 構図・画法

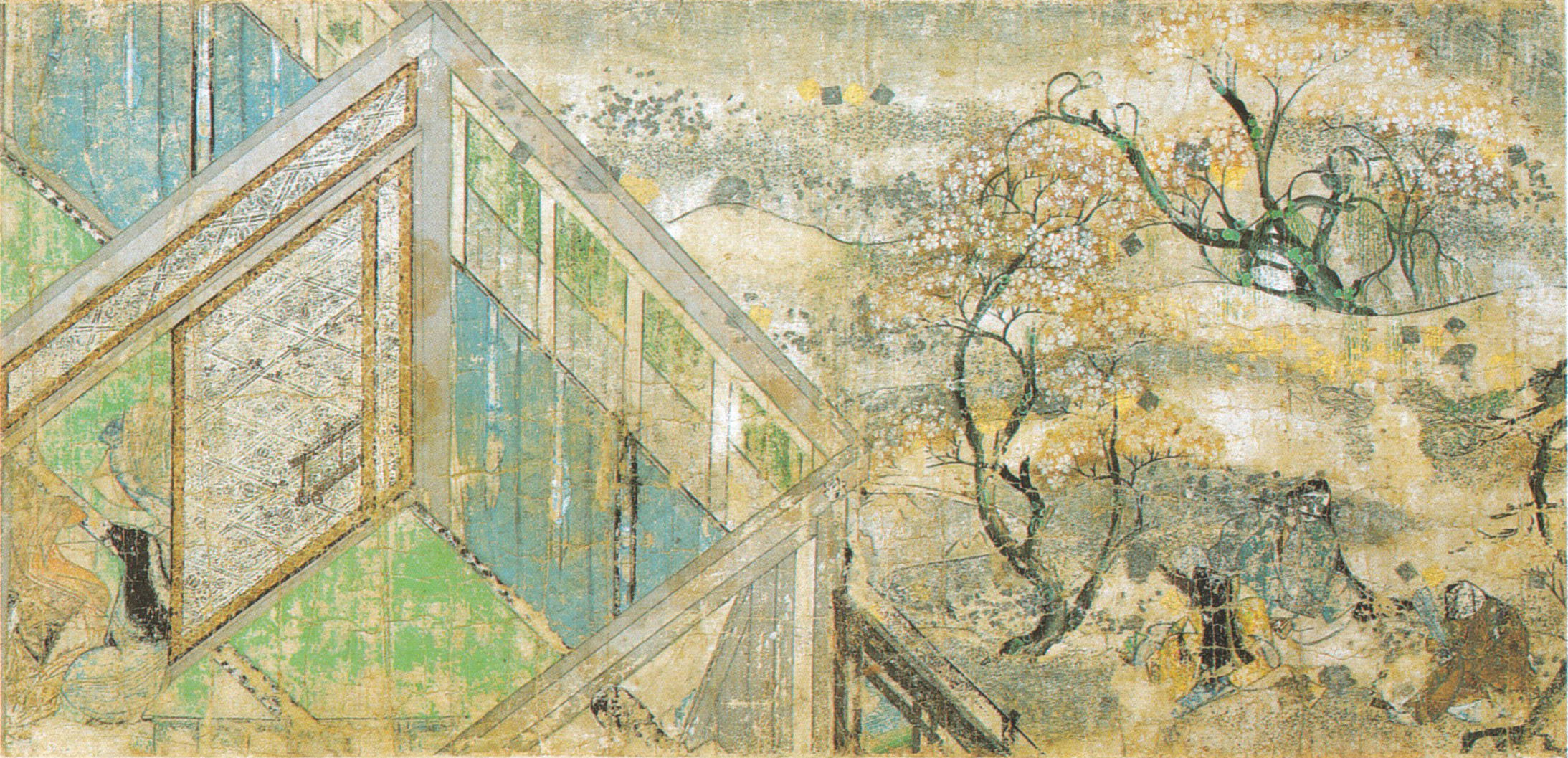
寝覚物語絵巻　大和文華館 蔵　吹抜屋台の例

絵巻物は、天地の幅が狭いという画面形式の制約もあり、室内の情景を描いたものには、内部の様子が分かるように、建物の屋根と天井を描かない表現法が生まれた。『源氏物語絵巻』などに見られ、「吹抜屋台」と呼ばれる。なお、「吹抜屋台」は絵巻物に限らず、画帖などにも見られる描法である。
他に「異時同図法」が、特徴的画法としてあげられる。これは、同一画面内に同一人物が複数回登場して、その間の時間的推移が示されているもので、『伴大納言絵巻』の「子どもの喧嘩」の場面と、『信貴山縁起絵巻』の東大寺大仏殿の場面がその代表例として知られる。後者を例にとると、登場人物の尼公（あまぎみ）が1つの画面に計6回描かれている。これは尼公が大仏殿に到着し、礼拝し、夜通し参篭し、明け方出発するという一連の時間的経過を1枚の絵で表現したものである。
絵巻物が襖絵、掛軸、屏風などの形式と根本的に異なるもう1つの点は、作品全体を一度に視野に入れることができないという点である。絵巻物は、博物館・美術館等においては、ガラスケースの中に、数メートルにわたって広げた状態で展示されるが、本来の鑑賞方法は、作品を机などの上に置き、左手で新しい場面を繰り広げながら、右手ですでに見終わった画面を巻き込んでいくというものである。
このような画面形式では、天地の高さには限界があるが、画面の水平方向の長さには制約がなく、物語の展開などを長大な画面に劇的に表現することが可能であり、そこに時間的な推移を盛り込むこともできる。たとえば、『伴大納言絵巻』上巻の応天門の火災の場面は、炎上する応天門、火事見物の群衆、火災の報を聞いて現場に駆け付ける政府の役人などが、途中に「詞」を挟まず、数メートルにわたって絵のみで描写されており、絵巻の特性を生かした例として著名である。
このように、詞書に対して絵の部分が長大に続き、巻物を繰り広げるにつれて画面が展開していく構図を「連続式」という。これに対して、巻物を机の上で広げた際に一目で見渡せる程度の大きさ（横幅50 - 60cm程度）を一画面とし、巻頭に詞書があり、以下、絵と詞が交互に現れる形式を「段落式」といい、『源氏物語絵巻』がその典型的な例である。現存作品を見ると、「連続式構図」のもの、つまり絵巻の特性を効果的に生かした作品はさほど多くなく、「段落式構図」の作品の方が多い。

## 資料的価値
絵巻物については、美術的価値とともに、歴史民俗資料としての価値がある。絵巻物に表された服装、建築、食物、武器武具、調度品等は、古の描いた場合は、時代考証に合わないものもあるが、貴重な視覚情報を提供している。一例として、『信貴山縁起』（12世紀）に登場する東大寺大仏殿の場面は、創建当時の大仏および大仏殿を描いたほとんど唯一の資料である。また、『餓鬼草紙』を見ると、文献資料ではわからない、当時のトイレの様子がわかる。

## 内容による分類
絵巻物はその題材によって、物語絵巻・説話絵巻・合戦絵巻・縁起絵巻・高僧伝絵・歌仙絵などに分類される。

### 物語絵巻
物語絵巻は、『源氏物語』のような「王朝物語」系の文学作品を絵画化したものを指し、平安時代から鎌倉時代にかけて作られた。『源氏物語絵巻』をはじめ、『葉月物語絵巻』・『寝覚物語絵巻』・『伊勢物語絵巻』・『住吉物語絵巻』などが現存している。『紫式部日記絵詞』や『枕草子絵詞』のように日記や随筆に取材したものも含まれる。

### 説話絵巻
『宇治拾遺物語』のような説話集に取材し、神話や伝説、説話などを描いたものを説話絵巻と呼ぶ。鎌倉時代に多く作られた。貴族社会の歴史的事件をとりあげた『伴大納言絵巻』・『小野雪見御幸絵巻』・『直幹申文絵詞』、鬼が登場する『長谷雄草紙』や『吉備大臣入唐絵巻』などが知られる。

### 合戦絵巻
武士の台頭にともない、軍記物語に取材した絵巻物として合戦絵巻がある。『前九年合戦絵詞』・『後三年合戦絵詞』・『平治物語絵巻』・『蒙古襲来絵詞』などが現存する。

### 御伽草子
巻子本の形式をとる御伽草子もまた、絵巻物のジャンルの一つである。室町時代から江戸初期にかけて作られた。公家物、宗教物、武家物、庶民物、異国物・異類物に分類されている。

### 経典絵巻
仏教の経典の内容を絵画によってわかりやすく伝える絵巻が経典絵巻である。『絵因果経』は上部に絵を描き、下部に経文を書く形式をとる。死後の世界を描いた『地獄草紙』や『餓鬼草紙』もこのジャンルに含まれる。

### 縁起絵巻
神社や寺院の創建譚・霊験譚・利生譚を描いた絵巻が縁起絵巻である。社寺縁起絵、寺社縁起絵とも呼ばれる。初期のものとして『信貴山縁起』や『粉河寺縁起絵巻』がある。神社縁起は『北野天神縁起』や『春日権現験記』のほか、『八幡縁起絵巻』・『山王霊験記』、寺院縁起には『桑実寺縁起絵巻』・『石山寺縁起絵巻』などがある。

### 高僧伝絵
名高い僧の生涯に取材した絵巻物は高僧伝絵と呼ばれる。鎌倉時代には仏教各派による祖師伝絵巻がさかんに作られた。例えば浄土宗の『法然上人絵伝』（法然）、時宗の『一遍聖絵』（一遍）、真言宗の『弘法大師絵伝』（空海）、律宗の『東征伝絵巻』（鑑真）、法相宗の『玄奘三蔵絵』（玄奘）などがある。

### 歌仙絵・歌合絵
絵巻という画面形式から、何らかのストーリー性をもった題材を絵画化したものが多いが、歌仙絵や歌合絵のように、ストーリー性は全くなく、肖像を描き並べた形式のものもある。歌仙絵の代表的な作品としては『三十六歌仙絵』（佐竹本・上畳本）が、歌合絵には、歌仙絵の手本となった『時代不同歌合絵』をはじめ、『東北院職人歌合絵』や『三十二番職人歌合』などの職人歌合、さらに『伊勢新名所絵歌合』などがある。

### その他
そのほか、戯画として『鳥獣戯画』、世相を風刺した『天狗草紙』や『絵師草紙』、宮中行事を描いた『年中行事絵巻』や馬と薬草の絵を描いた『馬医草紙』などがある。

## 画像

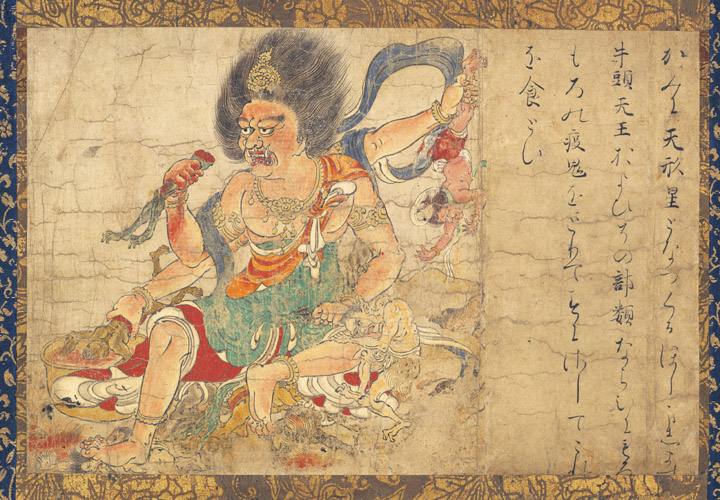
辟邪絵（奈良国立博物館所蔵）
信貴山縁起絵巻（朝護孫子寺所蔵）
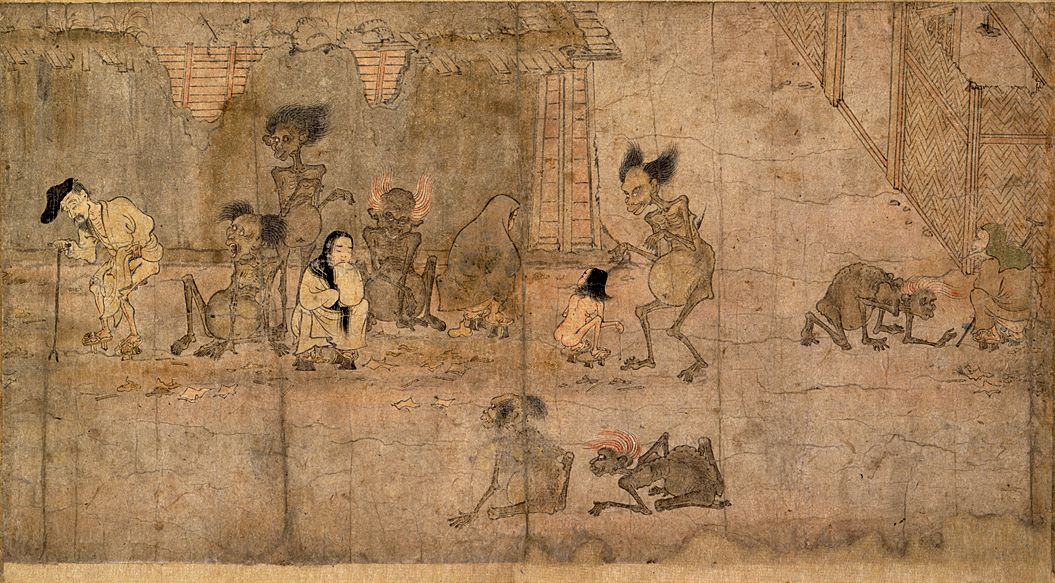
旧河本家本『餓鬼草紙』第3段「食糞餓鬼図」（東京国立博物館蔵本）
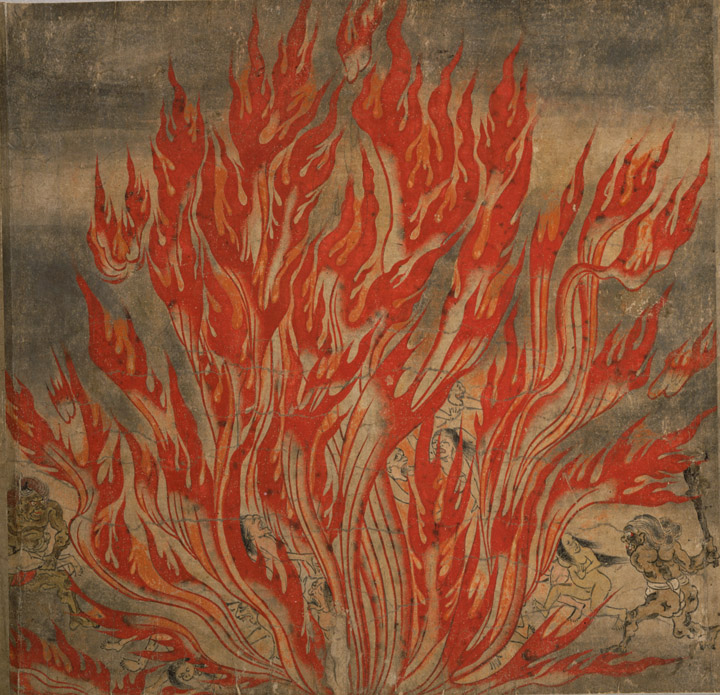
地獄草紙（東京国立博物館所蔵）
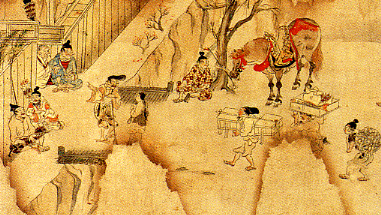
粉河寺縁起（粉河寺所蔵）
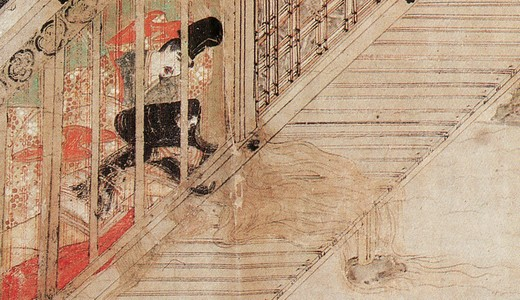
長谷雄草紙（永青文庫所蔵）
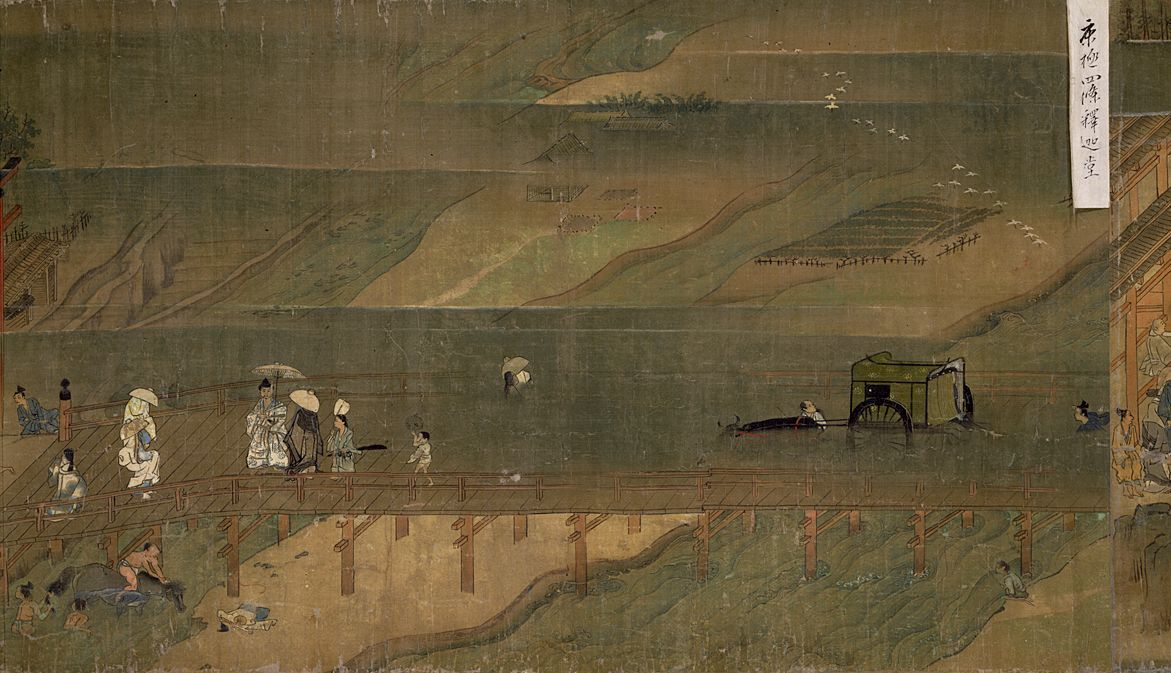
一遍上人絵伝（東京国立博物館所蔵）
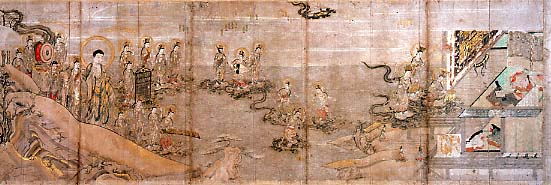
当麻曼荼羅縁起（光明寺所蔵）
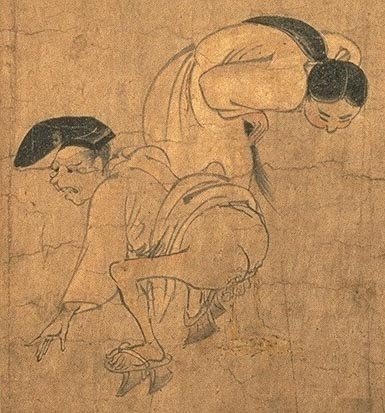
病草紙（京都国立博物館所蔵）
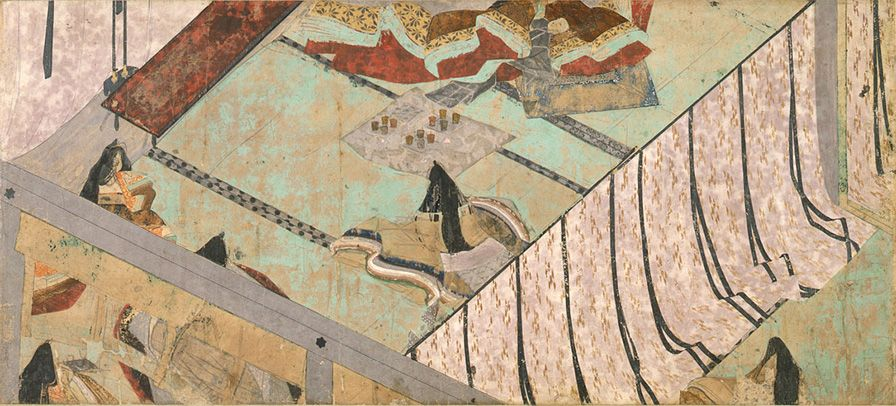
紫式部日記絵巻（五島美術館所蔵）
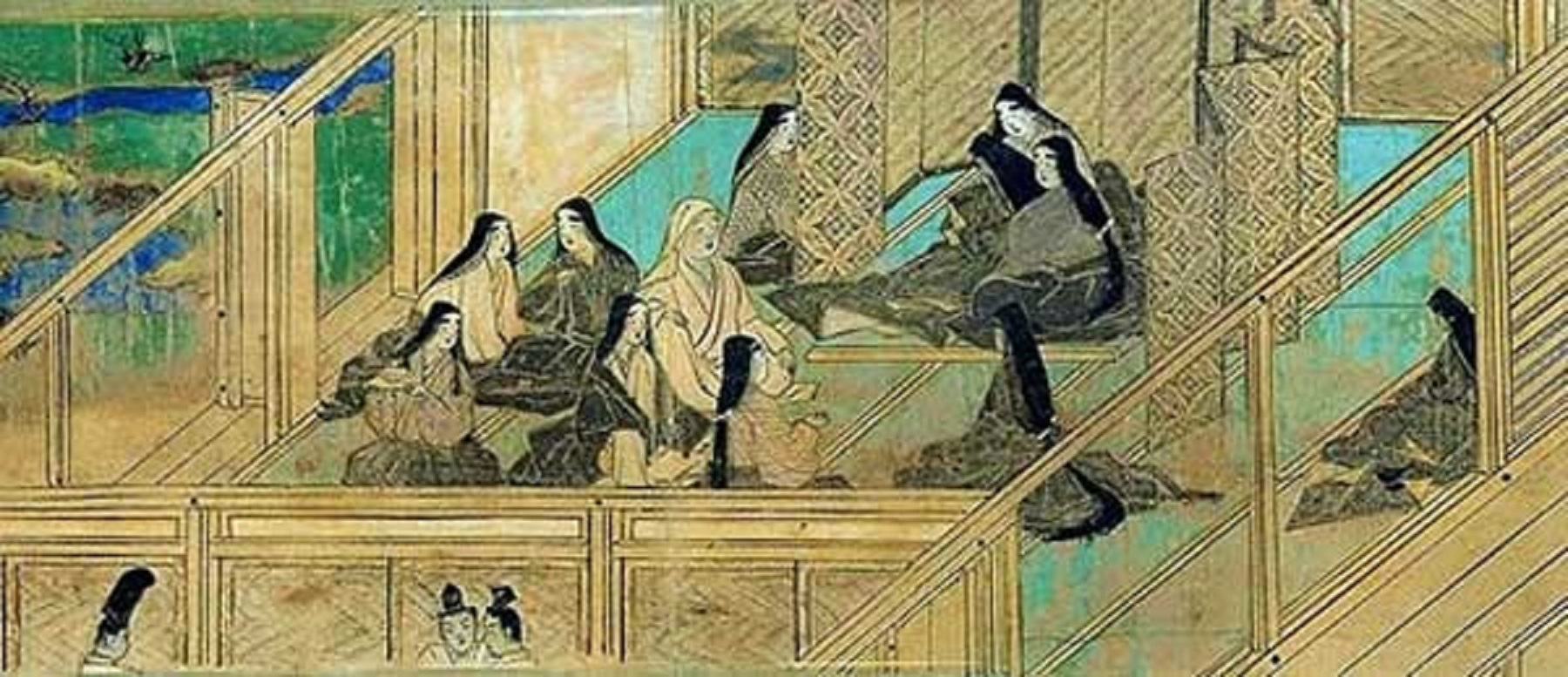
法然上人絵伝（知恩院所蔵）
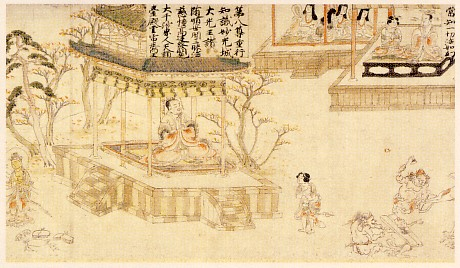
華厳五十五所絵（東大寺所蔵）